# Andrena assimilis
Andrena assimilis är en biart som beskrevs av Oktawiusz Radoszkowski 1876.
Andrena assimilis ingår i släktet sandbin och familjen grävbin. Inga underarter finns listade i Catalogue of Life.